# Groove Coverage/Diskografie
Diese Diskografie ist eine Übersicht über die musikalischen Werke des deutschen Danceprojektes Groove Coverage. Den Quellenangaben zufolge verkaufte es bisher mehr als 13 Millionen Tonträger. Seine erfolgreichste Veröffentlichung ist die Single Moonlight Shadow mit über 260.000 verkauften Einheiten.

## Alben

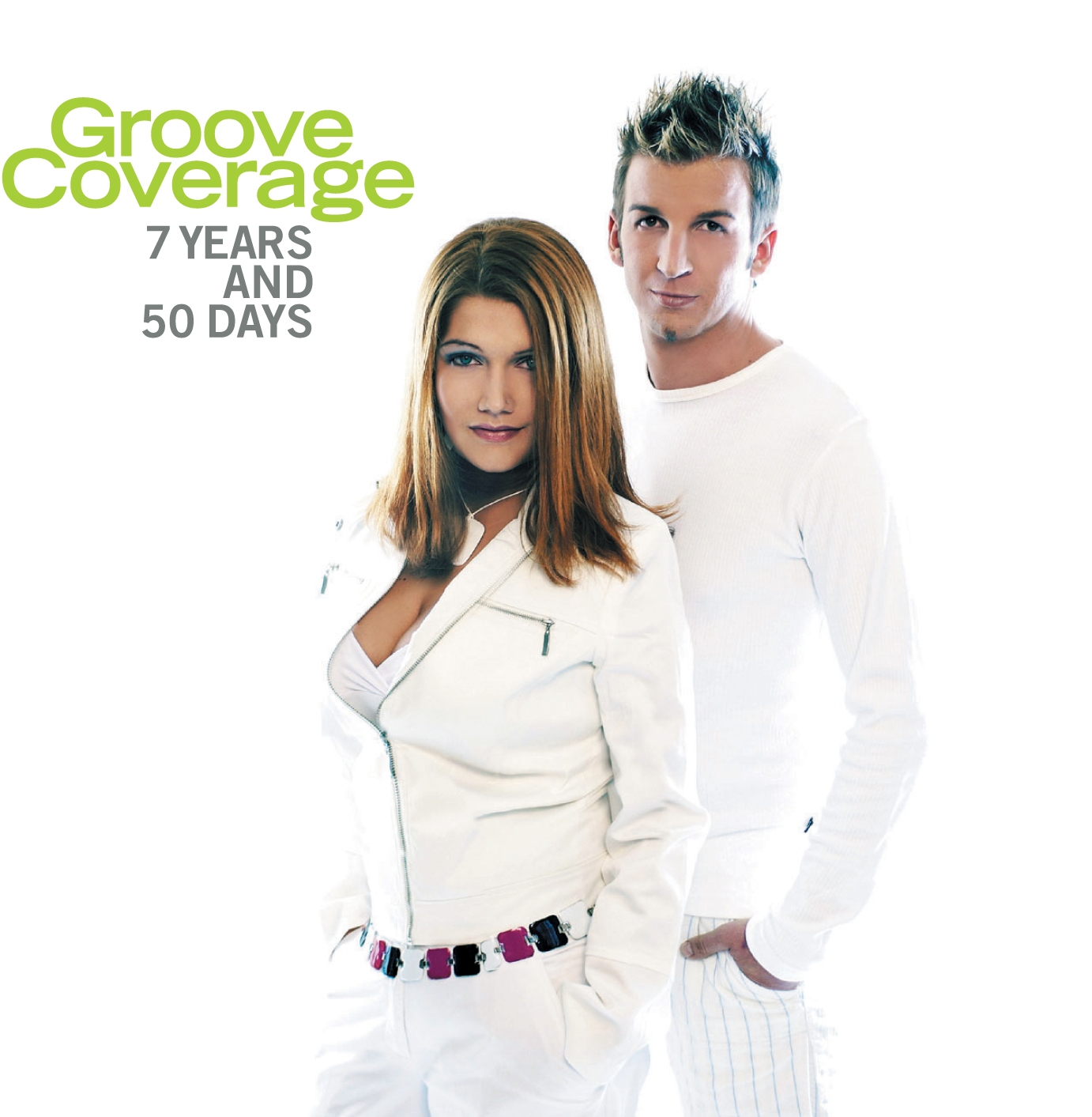
Albumcover „7 Years and 50 Days“

### Studioalben
| Jahr | Titel Musiklabel                               | Höchstplatzierung, Gesamtwochen, AuszeichnungChartplatzierungen (Jahr, Titel, Musiklabel, Platzierungen, Wochen, Auszeichnungen, Anmerkungen) | Höchstplatzierung, Gesamtwochen, AuszeichnungChartplatzierungen (Jahr, Titel, Musiklabel, Platzierungen, Wochen, Auszeichnungen, Anmerkungen) | Höchstplatzierung, Gesamtwochen, AuszeichnungChartplatzierungen (Jahr, Titel, Musiklabel, Platzierungen, Wochen, Auszeichnungen, Anmerkungen) | Höchstplatzierung, Gesamtwochen, AuszeichnungChartplatzierungen (Jahr, Titel, Musiklabel, Platzierungen, Wochen, Auszeichnungen, Anmerkungen) | Anmerkungen                             |
| Jahr | Titel Musiklabel                               | DE | AT | CH | UK | Anmerkungen                             |
| ---- | ---------------------------------------------- | --- | --- | --- | --- | --------------------------------------- |
| 2002 | CoverGirl Urban (UMG)                          | DE39 (8 Wo.)DE | AT43 (8 Wo.)AT | — | — | Erstveröffentlichung: 25. November 2002 |
| 2004 | 7 Years and 50 Days Urban (UMG)                | DE15 (11 Wo.)DE | AT12 (10 Wo.)AT | — | — | Erstveröffentlichung: 29. März 2004     |
| 2006 | 21st Century Suprime Music (UMG)               | DE39 (2 Wo.)DE | AT24 (4 Wo.)AT | — | — | Erstveröffentlichung: 7. Juli 2006      |
| 2012 | Riot on the Dancefloor Columbia Records (Sony) | — | — | — | — | Erstveröffentlichung: 30. März 2012     |

### Kompilationen
- 2005: Greatest Hits
- 2005: Best of …
- 2007: Greatest Hits
- 2008: Definitive Greatest Hits & Videos

### EPs
- 2004: Poison (The Remix EP)
- 2008: Holy Virgin EP
- 2010: Innocent EP
- 2011: Angeline EP
- 2015: Million Tears EP

## Singles

### Als Leadmusiker
| Jahr | Titel Album                                | Höchstplatzierung, Gesamtwochen, AuszeichnungChartplatzierungen (Jahr, Titel, Album, Platzierungen, Wochen, Auszeichnungen, Anmerkungen, Neuinterpretation von:) | Höchstplatzierung, Gesamtwochen, AuszeichnungChartplatzierungen (Jahr, Titel, Album, Platzierungen, Wochen, Auszeichnungen, Anmerkungen, Neuinterpretation von:) | Höchstplatzierung, Gesamtwochen, AuszeichnungChartplatzierungen (Jahr, Titel, Album, Platzierungen, Wochen, Auszeichnungen, Anmerkungen, Neuinterpretation von:) | Höchstplatzierung, Gesamtwochen, AuszeichnungChartplatzierungen (Jahr, Titel, Album, Platzierungen, Wochen, Auszeichnungen, Anmerkungen, Neuinterpretation von:) | Anmerkungen                                                              | Neuinterpretation von:                                   |
| Jahr | Titel Album                                | DE | AT | CH | UK | Anmerkungen                                                              | Neuinterpretation von:                                   |
| ---- | ------------------------------------------ | --- | --- | --- | --- | ------------------------------------------------------------------------ | -------------------------------------------------------- |
| 2001 | Hit Me –                                   | — | — | — | — | Erstveröffentlichung: 3. Januar 2001                                     |                                                          |
| 2001 | Are You Ready –                            | — | — | — | — | Erstveröffentlichung: Dezember 2001                                      |                                                          |
| 2002 | Moonlight Shadow CoverGirl                 | DE3 Gold · (19 Wo.)DE | AT5 (24 Wo.)AT | CH52 (14 Wo.)CH | UK100 (1 Wo.)UK | Erstveröffentlichung: 17. Juni 2002 Verkäufe: + 268.000                  | Mike Oldfield – Moonlight Shadow (1983)                  |
| 2002 | God Is a Girl CoverGirl                    | DE8 (14 Wo.)DE | AT5 (17 Wo.)AT | CH70 (4 Wo.)CH | — | Erstveröffentlichung: 11. November 2002                                  | Roxette – Jefferson (2001)                               |
| 2003 | The End 7 Years and 50 Days                | DE14 (9 Wo.)DE | AT16 (9 Wo.)AT | — | — | Erstveröffentlichung: 14. April 2003                                     | D.I.P. – Give Me Your Lovin’ (1995)                      |
| 2003 | Poison 7 Years and 50 Days                 | DE7 (17 Wo.)DE | AT3 (22 Wo.)AT | — | UK32 Silber · (6 Wo.)UK | Erstveröffentlichung: 3. November 2003 Verkäufe: + 200.000               | Alice Cooper – Poison (1989)                             |
| 2004 | 7 Years and 50 Days                        | DE16 (11 Wo.)DE | AT6 (18 Wo.)AT | — | — | Erstveröffentlichung: 29. März 2004                                      |                                                          |
| 2004 | She 7 Years and 50 Days                    | DE16 (11 Wo.)DE | AT14 (17 Wo.)AT | — | — | Erstveröffentlichung: 26. Juli 2004                                      | Alfred Hans Zoller – Stern über Bethlehem (1964)         |
| 2004 | Runaway 7 Years and 50 Days                | DE20 (9 Wo.)DE | AT10 (14 Wo.)AT | — | — | Erstveröffentlichung: 22. November 2004                                  | Sabrina – Boys (Summertime Love) (1987)                  |
| 2005 | Holy Virgin 21st Century                   | DE30 (9 Wo.)DE | AT12 (15 Wo.)AT | — | — | Erstveröffentlichung: 1. August 2005                                     | EAV – Fata Morgana (1985)                                |
| 2006 | On the Radio 21st Century                  | DE21 (9 Wo.)DE | AT23 (10 Wo.)AT | — | — | Erstveröffentlichung: 11. Januar 2006                                    | Die Prinzen – Mann im Mond (1991)                        |
| 2006 | 21st Century Digital Girl 21st Century     | DE41 (5 Wo.)DE | AT32 (7 Wo.)AT | — | — | Erstveröffentlichung: 23. Juni 2006                                      | Bad Religion – 21st Century (Digital Boy) (1990)         |
| 2007 | Because I Love You Greatest Hits           | DE72 (5 Wo.)DE | AT56 (6 Wo.)AT | — | — | Erstveröffentlichung: 9. November 2007                                   | Stevie B. – Because I Love You (The Postman Song) (1990) |
| 2010 | Innocent Riot on the Dancefloor            | DE38 (5 Wo.)DE | AT48 (3 Wo.)AT | — | — | Erstveröffentlichung: 1. Oktober 2010                                    | Mike Oldfield – Innocent (1989)                          |
| 2011 | Angeline Riot on the Dancefloor            | DE22 (16 Wo.)DE | AT26 (16 Wo.)AT | — | — | Erstveröffentlichung: 29. April 2011                                     | Die Flippers – Lotosblume (1989)                         |
| 2012 | Think About the Way Riot on the Dancefloor | DE54 (3 Wo.)DE | — | — | — | Erstveröffentlichung: 16. März 2012 feat. Rameez                         | Ice MC – Think About the Way (1994)                      |
| 2012 | Riot on the Dancefloor                     | DE91 (1 Wo.)DE | AT72 (1 Wo.)AT | — | — | Erstveröffentlichung: 20. Juli 2012                                      |                                                          |
| 2014 | Tell Me –                                  | — | — | — | — | Erstveröffentlichung: 31. Januar 2014                                    | Brenda Lee – Always on My Mind (1971)                    |
| 2014 | Wait –                                     | — | — | — | — | Erstveröffentlichung: 19. Dezember 2014                                  | Maggie Reilly – Wait (1992)                              |
| 2015 | Million Tears –                            | — | — | — | — | Erstveröffentlichung: 29. Mai 2015                                       |                                                          |
| 2017 | Wake Up –                                  | — | — | — | — | Erstveröffentlichung: 22. Dezember 2017                                  | Spice Girls – Viva Forever (1998)                        |
| 2018 | God Is a Girl –                            | — | — | — | — | Erstveröffentlichung: 12. März 2018 mit W&W                              |                                                          |
| 2021 | Higher Energy –                            | — | — | — | — | Erstveröffentlichung: 5. November 2021                                   |                                                          |
| 2022 | Monsters in my Head –                      | — | — | — | — | Erstveröffentlichung: 11. Februar 2022                                   |                                                          |
| 2022 | The Truth –                                | — | — | — | — | Erstveröffentlichung: 15. April 2022                                     |                                                          |
| 2023 | In My Eyes –                               | — | — | — | — | Erstveröffentlichung: 24. Februar 2023                                   |                                                          |
| 2023 | No Control –                               | — | — | — | — | Erstveröffentlichung: 26. Mai 2023 feat. DJane Housekat                  | Alphaville – Forever Young (1984)                        |
| 2023 | God Is a Girl –                            | — | — | — | — | Erstveröffentlichung: 12. Juli 2023 mit Sound of Legend & DJane Housekat | Groove Coverage – God Is a Girl (2002)                   |

### Als Gastmusiker
| Jahr | Titel Album  | Höchstplatzierung, Gesamtwochen, AuszeichnungChartplatzierungen (Jahr, Titel, Album, Platzierungen, Wochen, Auszeichnungen, Anmerkungen) | Höchstplatzierung, Gesamtwochen, AuszeichnungChartplatzierungen (Jahr, Titel, Album, Platzierungen, Wochen, Auszeichnungen, Anmerkungen) | Höchstplatzierung, Gesamtwochen, AuszeichnungChartplatzierungen (Jahr, Titel, Album, Platzierungen, Wochen, Auszeichnungen, Anmerkungen) | Höchstplatzierung, Gesamtwochen, AuszeichnungChartplatzierungen (Jahr, Titel, Album, Platzierungen, Wochen, Auszeichnungen, Anmerkungen) | Anmerkungen                                               |
| Jahr | Titel Album  | DE | AT | CH | UK | Anmerkungen                                               |
| ---- | ------------ | --- | --- | --- | --- | --------------------------------------------------------- |
| 2002 | Reach Out –  | DE27 (7 Wo.)DE | — | — | — | Erstveröffentlichung: 30. September 2002 mit Dance United |
| 2005 | Help! Asia – | DE43 (6 Wo.)DE | — | — | — | Erstveröffentlichung: 24. Januar 2005 mit Dance United    |

## Videoalben und Musikvideos

### Videoalben
- 2005: Best of…

### Musikvideos
| Jahr | Titel                     | Regie                          |
| ---- | ------------------------- | ------------------------------ |
| 2002 | Moonlight Shadow          |                                |
| 2002 | God Is a Girl             | Bernd Possardt                 |
| 2003 | Poison                    | Beat Rebmann                   |
| 2003 | The End                   | Eric Hillenbrand               |
| 2004 | 7 Years and 50 Days       | Carsten Gutschmidt, Mira Thiel |
| 2004 | She                       | Eric Hillenbrand               |
| 2004 | Runaway                   | Patric Ullaeus                 |
| 2005 | Holy Virgin               | Sharon Berkal                  |
| 2006 | On the Radio              |                                |
| 2006 | 21st Century Digital Girl | Patric Ullaeus                 |
| 2007 | Because I Love You        | Oliver Sommer                  |
| 2010 | Innocent                  |                                |
| 2011 | Angeline                  | Bernadette Huber               |
| 2012 | Think About the Way       | Axel Konrad, P. Frey           |
| 2012 | Riot on the Dancefloor    | Axel Konrad                    |
| 2014 | Tell Me                   | Axel Konrad, Patrick Frey      |
| 2014 | Wait                      | Suprimepictures                |
| 2017 | Wake Up                   | Suprimepictures                |
| 2018 | God Is a Girl 2018        |                                |

## Boxsets
- 2005: Best of Groove Coverage – The Ultimate Collection
- 2008: Groove Coverage 2008: The Definitive Greatest Hits & Videos

## Sonderveröffentlichungen
Remixe
| - 2001: Chupa – Arriba - 2002: DJ Valium – Bring the Beat Back - 2002: X-Perience – It’s a Sin - 2002: Special D. – Come with Me - 2002: Silicon Bros – Million Miles from Home - 2003: Seven – Spaceman Came Traveling - 2003: DJ Cosmo – Lovesong - 2003: Sylver – Livin’ My Life - 2004: Mandaryna – Here I Go Again - 2004: Sylver – Love Is an Angel - 2005: Baracuda – Ass Up! - 2006: Melanie Flash – Halfway to Heaven - 2006: N-Euro – Lover on the Line | - 2006: Max Deejay vs. DJ Miko – What’s Up - 2007: Baracuda – La Di Da - 2008: DJ Goldfinger – Love Journey Deluxe - 2008: Arnie B – Another Story - 2008: Arsenium – Rumadai - 2008: Master Blaster – Everywhere - 2008: N.I.N.A – No More Tears - 2011: Ayumi Hamasaki – Vogue - 2011: Within Temptation – Sinéad - 2011: Linda Teodosiu – Alive - 2012: DJane Housekat feat. Rameez – My Party - 2013: Jam & Spoon feat. Plavka vs. David May & Amfree – Right in the Night 2013 |

## Statistik

### Chartauswertung
|                     | DE    | AT    | CH    | UK    |
| ------------------- | ----- | ----- | ----- | ----- |
| Nummer-eins-Alben   | DE—DE | AT—AT | CH—CH | UK—UK |
| Top-10-Alben        | DE—DE | AT—AT | CH—CH | UK—UK |
| Alben in den Charts | DE3DE | AT3AT | CH—CH | UK—UK |

|                       | DE     | AT     | CH    | UK    |
| --------------------- | ------ | ------ | ----- | ----- |
| Nummer-eins-Singles   | DE—DE  | AT—AT  | CH—CH | UK—UK |
| Top-10-Singles        | DE3DE  | AT5AT  | CH—CH | UK—UK |
| Singles in den Charts | DE17DE | AT14AT | CH2CH | UK2UK |

### Auszeichnungen für Musikverkäufe
| Goldene Schallplatte - Frankreich - 2025: für die Single God is a Girl (mit Sound of Legend) |

Anmerkung: Auszeichnungen in Ländern aus den Charttabellen bzw. Chartboxen sind in ebendiesen zu finden.
| Land/RegionAuszeichnungen für Musikverkäufe (Land/Region, Auszeichnungen, Verkäufe, Quellen) | Silber  | Gold     | Platin | Verkäufe | Quellen           |
| -------------------------------------------------------------------------------------------- | ------- | -------- | ------ | -------- | ----------------- |
| Deutschland (BVMI)                                                                           | —       | Gold1    | —      | 250.000  | musikindustrie.de |
| Frankreich (SNEP)                                                                            | —       | Gold1    | —      | 100.000  | snepmusique.com   |
| Vereinigtes Königreich (BPI)                                                                 | Silber1 | —        | —      | 200.000  | bpi.co.uk         |
| Insgesamt                                                                                    | Silber1 | 2× Gold2 | —      |          |                   |